# برنارد ندل
برنارد ندل (انگلیسی: Bernard Nedell؛ ‏ ۱۴ اکتبر ۱۸۹۸ – ۲۳ نوامبر ۱۹۷۲) بازیگر اهل ایالات متحده آمریکا بود.
از فیلم‌هایی که وی در آن‌ها نقش داشته‌است، می‌توان به سایه‌ها، دختر دارای مال و منال، بعضی‌ها داغشو دوست دارن، سریع و خشمگین، محموله عجیب، ازجان‌گذشتگان، البوکرکی و موسیو وردو اشاره نمود.